# Melchior Shi Hongzhen

Wappen

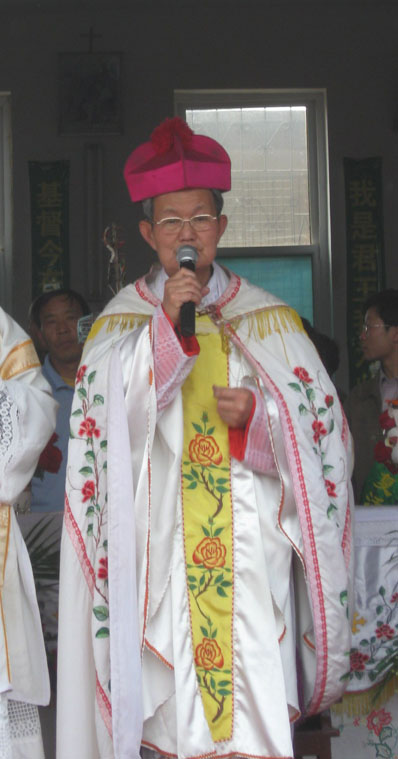
Melchior Shi, 2009

Melchior Shi Hongzhen (chinesisch 石鴻禎; * 7. Januar 1929) ist ein römisch-katholischer Bischof von Tianjin.

## Leben
Er wurde im März 1982 heimlich als einer von zwei Weihbischöfen für die Diözese Tianjin geweiht.
Bischof Stefano Li Si-de starb 2019 und da Melchor Shi Hongzhen ein Koadjutor mit Nachfolgerecht war, folgte er nach katholischem Kirchenrecht als Bischof nach. Es erschien jedoch lange wenig realistisch, dass er die faktische Leitung der Diözese übernehmen würde.
Nachdem er sich geweigert hatte, der Chinesischen Katholischen Patriotischen Vereinigung beizutreten, stand er unter Hausarrest. Lange galt es als wahrscheinlich, dass der Vatikan und die Patriotische Vereinigung Bischof Shi auch angesichts seines hohen Alters zum „Rücktritt“ auffordern und sich auf die Wahl eines neuen Diözesanbischofs einigen werden.
Am 27. August 2024 wurde Melchor Shi Hongzhen jedoch von der Regierung offiziell als Bischof anerkannt.